# Centro financeiro

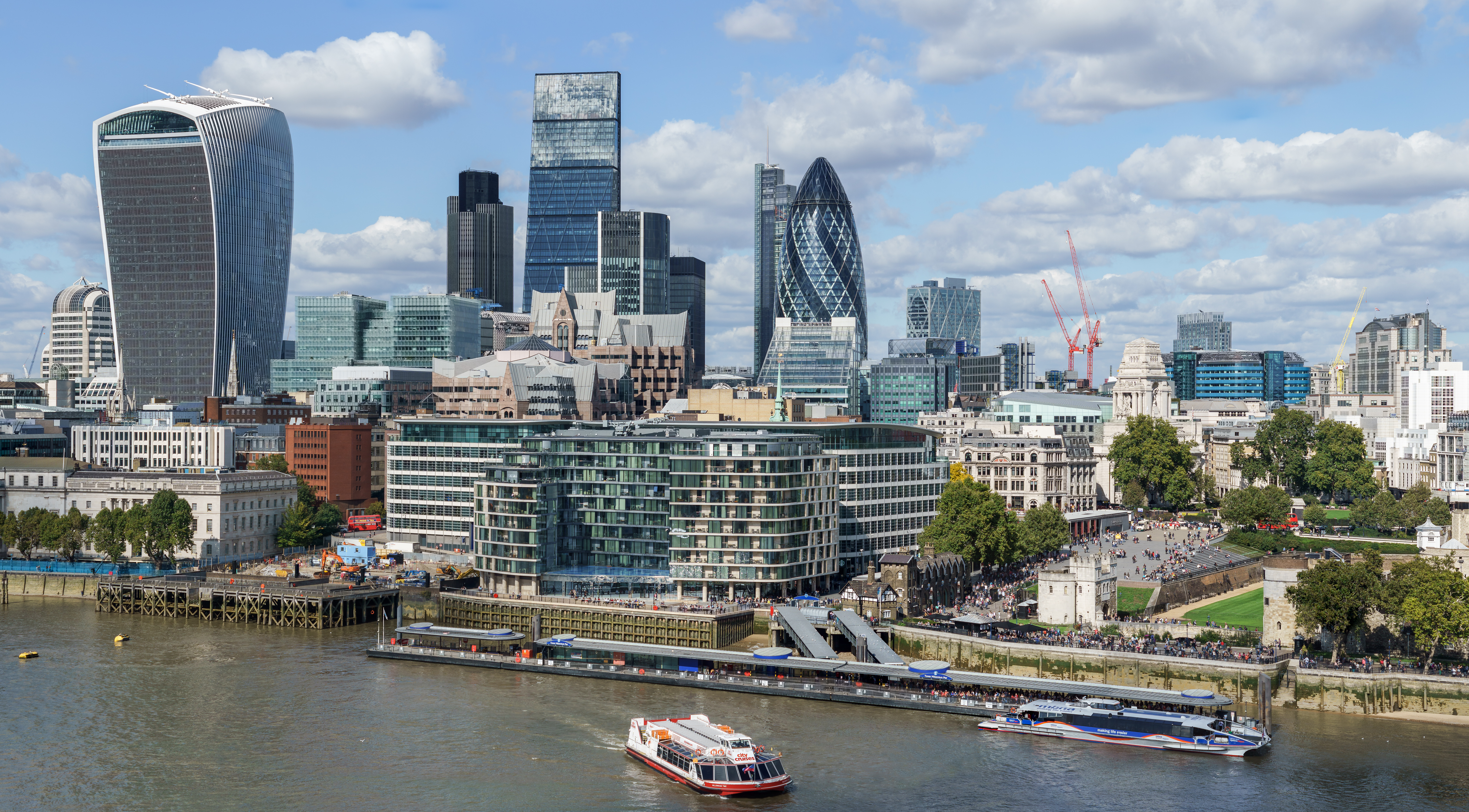
A Cidade de Londres (a "Square Mile") é um dos distritos financeiros mais antigos do mundo. Londres é classificada como um dos maiores Centros Financeiros Internacionais ("IFC") do mundo.

Um centro financeiro é um local com concentração de participantes em bancos, gestão de ativos, seguros ou mercados financeiros com locais e serviços de apoio para que essas atividades ocorram. Os participantes podem incluir intermediários financeiros (como bancos e corretoras), investidores institucionais (como gestores de investimentos, fundos de pensão, seguradoras, fundos hedge) e emissores (como empresas e governos). A atividade de negociação pode ocorrer em locais como bolsas de valores e envolver câmaras de compensação, embora muitas transações ocorram no mercado de balcão, que é diretamente entre os participantes. Os centros financeiros geralmente hospedam empresas que oferecem uma ampla gama de serviços financeiros, por exemplo, relacionados a fusões e aquisições, ofertas públicas ou ações corporativas; ou que participa de outras áreas de finanças, como private equity e resseguros. Os serviços financeiros auxiliares incluem agências de classificação de risco de crédito, bem como a prestação de serviços profissionais relacionados, especialmente consultoria jurídica e serviços contábeis.
As classes de principais centros financeiros do Fundo Monetário Internacional (FMI) são: Centros Financeiros Internacionais (IFCs), como Nova York, Londres, Singapura e Tóquio; Centros Financeiros Regionais (RFCs), como Xangai, Shenzhen, Frankfurt e Sydney; e Centros Financeiros Offshore (OFCs), como as Ilhas Cayman, Dublin, Cidade de Luxemburgo e Hong Kong.
Os Centros Financeiros Internacionais e muitos Centros Financeiros Regionais são centros financeiros de serviço completo com acesso direto a grandes pools de capital de bancos, seguradoras, fundos de investimento e mercados de capitais listados, e são as principais cidades globais. Centros Financeiros Offshore, e também alguns Centros Financeiros Regionais, tendem a se especializar em serviços orientados por impostos, como ferramentas de planejamento tributário corporativo, veículos neutros em termos de impostos[b] e securitização/sistema bancário paralelo, e podem incluir locais menores (por exemplo, Luxemburgo), ou cidades-Estados (por exemplo, Singapura). O FMI observa uma sobreposição entre Centros Financeiros Regionais e Centros Financeiros Offshore (por exemplo, Hong Kong e Singapura são Centros Financeiros Offshore e Centros Financeiros Regionais). Desde 2010, os acadêmicos consideram os Centros Financeiros Offshore sinônimo de paraísos fiscais.